# Naseem Hamed
Naseem Hamed  (Sheffield, 12 februari 1974) is een voormalig Brits bokser van Jemenitische komaf in het vedergewicht. Hij won alle titels in zijn klasse. Hij stond vooral bekend vanwege zijn aparte boksstijl. Hij danste door de ring. Ook zijn ring entrances waren spectaculair en nadat hij won maakte hij een voorwaartse salto in de ring.

## Begin carrière
Hamed werd prof op 18-jarige leeftijd. Hij maakte zijn debuut op 14 april 1992 tegen de Engelsman Ricky Beard. Hij won op TKO in de 2e ronde. Hij werd snel bekend en won op 11 mei 1994 op 20-jarige leeftijd de Europese titel door de Italiaan Vincenzo Belcastro op punten te verslaan. 

## Wereldtitel
Op 30 september 1995 won Naseem Hamed de WBO Vedergewicht titel door de Engelsman Steve Robinson te verslaan op TKO in de 8e ronde. Deze titel verdedigde hij hierna 15 maal met succes. Van deze gevechten beeindigde hij er 13 voortijdig. Zijn eerste knock-down incasseerde hij in een gevecht met Daniel Alicea. Hamed ging neer in de 1e ronde, maar won gevecht in de 2e ronde, omdat de scheidsrechter het gevecht stopte. 

## Verlies wereldtitel en einde carrière
Op 7 april 2001 vocht Naseem Hamed om de vacante IBO vedergewicht titel tegen de Mexicaan Marco Antonio Barrera. Hamed zat enkele dagen voor het gevecht nog bijna 20 kilo boven het streefgewicht. Tijdens het gevecht kwam Hamed vermoeid over en de Mexicaan was scherper. In de laatste ronde kreeg Berrera een punt aftrek, omdat hij Hamed met zijn hoofd op een hoek van de ring sloeg, maar uiteindelijk won de Mexicaan unaniem op punten. 
Een jaar later in zijn laatste gevecht won Naseem Hamed de IBO Vedergewicht titel in een gevecht met de Spanjaard Manuel Calvo. Helaas moet Hamed op 28-jarige leeftijd stoppen met boksen, vanwege aanhoudende handblessures. 

## Persoonlijk
Naseem Hamed scoorde in 1993 een hit in Engeland met de Rap-groep Kaliphz genaamd "Walk Like a Champion". Naseem Hamed werd in 2015 opgenomen in de 'International Boxing Hall of Fame'.